# Massimo Donati (ciclista)
Massimo Donati, nacido el 18 de enero de 1967 en Santa Maria a Monte, es un antiguo ciclista italiano. 
Fue profesional de 1993 a 2002, Massimo Donati destacó por sus victorias en la Coppa Agostoni (1999), en los Tres Valles Varesinos (2000) y en el Giro de Lazio (2001).

## Palmarés
| 1994 - 1 etapa de la Vuelta a Cataluña 1995 - 1 etapa de la Settimana Ciclística Bergamasca 1998 - 1 etapa de la Vuelta a Austria - 1 etapa del Giro di Puglia | 1999 - Gran Premio Ciudad de Camaiore - Coppa Agostoni 2000 - Tres Valles Varesinos 2001 - Giro de Lazio |

## Resultados en las grandes vueltas
| Carrera         | 1993 | 1994 | 1995 | 1996 | 1997 | 1998 | 1999 | 2000 | 2001 | 2002 |
| --------------- | ---- | ---- | ---- | ---- | ---- | ---- | ---- | ---- | ---- | ---- |
| Giro de Italia  | -    | -    | Ab.  | 48.º | 38.º | -    | 47.º | 53.º | -    | -    |
| Tour de Francia | -    | -    | 72.º | 70.º | -    | 50.º | -    | -    | -    | Ab.  |
| Vuelta a España | Ab.  | 46.º | -    | -    | -    | -    | -    | -    | -    | -    |
| Mundial en Ruta | -    | -    | -    | -    | -    | -    | 38.º | -    | -    | -    |

-: no participa

Ab.: abandono